# Godefridus Raupp
Godefridus Raymundus Cornelis Maria Raupp (Bergeyk, 7 januari 1857 – Bloemendaal, 16 mei 1932) was een Nederlandse burgemeester. Van 1907 tot 1915 was hij burgervader van Tilburg.
Raupp werd geboren als zoon van dokter Frederic August Alexander Raupp (1814-1878) en Anna Geertruida van Es (1830-1916). Hij was de broer van August Franciscus Cornelis Maria Raupp (1858-1945), wethouder van Eindhoven van 1909 tot 1923.
Hij werd na een ambtelijke loopbaan burgemeester van Geertruidenberg, in 1886 van Lichtenvoorde en in 1894 van Roermond. Tijdens zijn jaren in Roermond was hij initiatiefnemer voor de aanleg van de tramlijnen Roermond - Ittervoort, Roermond - Vlodrop en Roermond - Deurne. Raupp werd in 1907 tot opvolger benoemd van de Tilburgse burgemeester Mutsaers.
Op het gebied van de gemeenteadministratie voerde hij veel veranderingen en vernieuwingen door. Het "Gemeenteblad" en de verslagen van raadsvergaderingen verschenen voortaan in druk en er werd een archief opgebouwd voor de gemeentelijke stukken. Verder bracht hij een Keuringsdienst tot stand en nam het initiatief tot oprichting van een Handelsavondschool.
In de acht jaar dat hij burgemeester van Tilburg was, bracht koningin Wilhelmina tweemaal een bezoek aan de stad, in 1909 en in 1914.
De mobilisatie tijdens de Eerste Wereldoorlog had hem grote lichamelijke en geestelijke inspanningen gekost, met als gevolg dat hij in 1915 zijn ontslag indiende. Door zijn slechte gezondheid was hij niet aanwezig bij de afscheidsvergadering; wel werd een afscheidsbrief van hem voorgelezen. Hem werd lof toegezwaaid met de woorden: "We hadden een dure burgemeester, maar we hebben ook veel zien gebeuren".
Hij werd als burgemeester opgevolgd door Frans Vonk de Both, die daarvoor gemeentesecretaris was.
In december 1915 verhuisde Godefridus Raupp naar Bloemendaal. Bij de Kroon ging hij in beroep voor een hoger pensioen, maar het beroep werd afgewezen. In 1932 overleed hij op 75-jarige leeftijd.
Raupp trouwde in 1886 in Geertruidenberg met Isabella Maria Cornelia Hermana Josepha Allard (Geertruidenberg, 23 mei 1863 – Tilburg, 15 juli 1950). Het echtpaar woonde in Tilburg aan de Bosscheweg, nu Tivolistraat.

## Onderscheidingen
- Ridder in de Orde van de Nederlandse Leeuw
- Ridder in de Orde van Oranje-Nassau